# Корабли в Лиссе (фильм, 1965)
«Корабли в Лиссе» — телеспектакль, поставленный в 1965 году на ЛенТВ режиссёрами Давидом Карасиком и Львом Додиным по мотивам рассказов Александра Грина «Капитан Дюк», «Комендант порта», «Корабли в Лиссе».

## Сюжет
В порту Лисса оказались заблокированы пять торговых судов — их выходу в открытое море препятствовал вражеский корсар. Судя по всему, Гринландия или её метрополия находились в состоянии войны с одной из морских держав. Четверо шкиперов заперли свои корабли в гавани и теперь сидели в таверне «Забудь печаль», ломая головы над тем, как обмануть неприятельского корсара и вырваться на морские просторы.

## В ролях
| Актёр              | Роль    |
| ------------------ | ------- |
| Изиль Заблудовский |         |
| Виталий Иллич      | капитан |
| Сергей Коковкин    |         |
| Иван Краско        |         |
| Всеволод Кузнецов  |         |
| Рэм Лебедев        |         |
| Алексей Петренко   |         |
| Тамара Румянцева   | Ассоль  |
| Наталья Тенякова   |         |
| Владимир Эренберг  |         |